# Rut Keiser

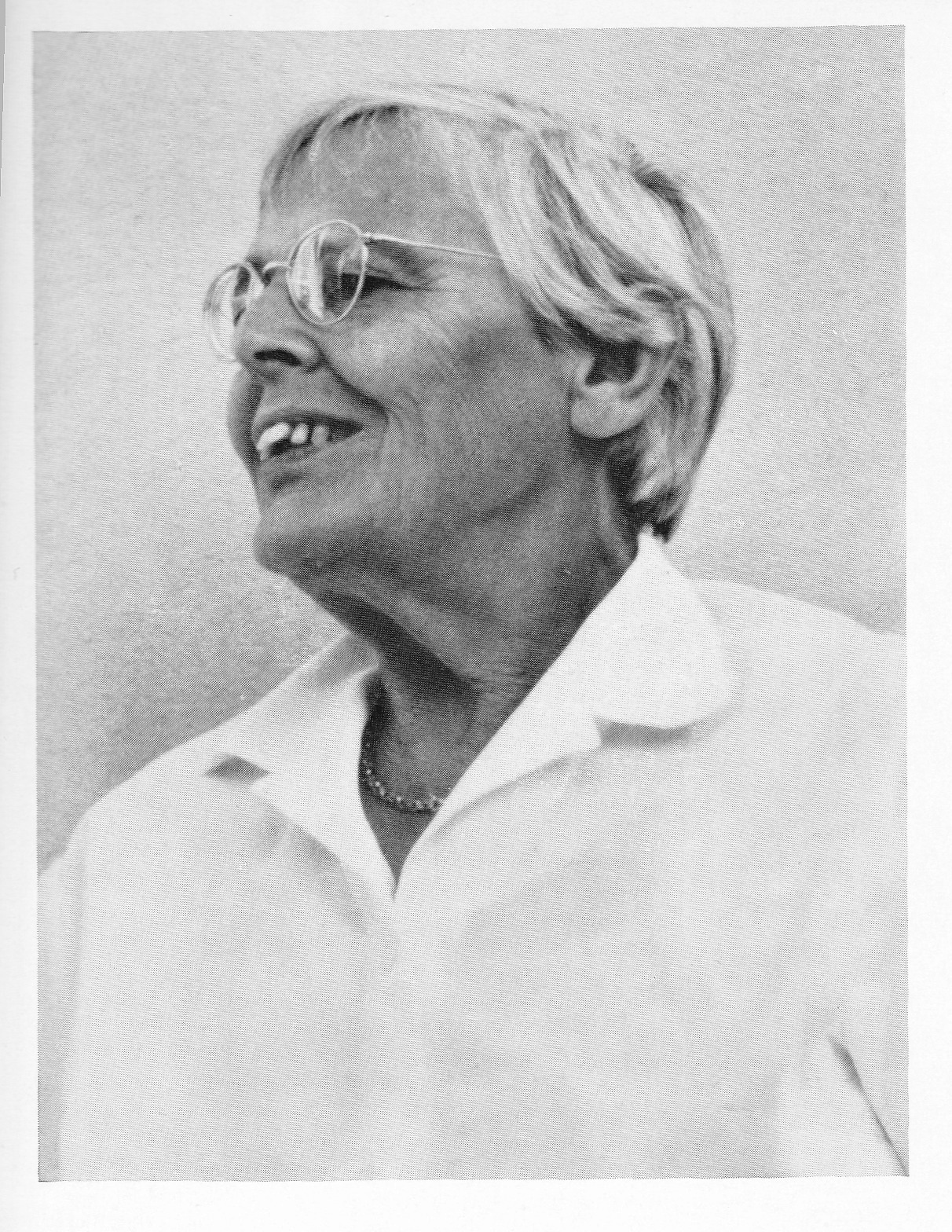
Rut Keiser

Rut Keiser (eigentlich Ruth Clara Keiser; * 18. November 1897 in Basel; † 21. Februar 1968 ebenda) war eine Schweizer Historikerin, Lehrerin und Frauenrechtlerin.

## Leben

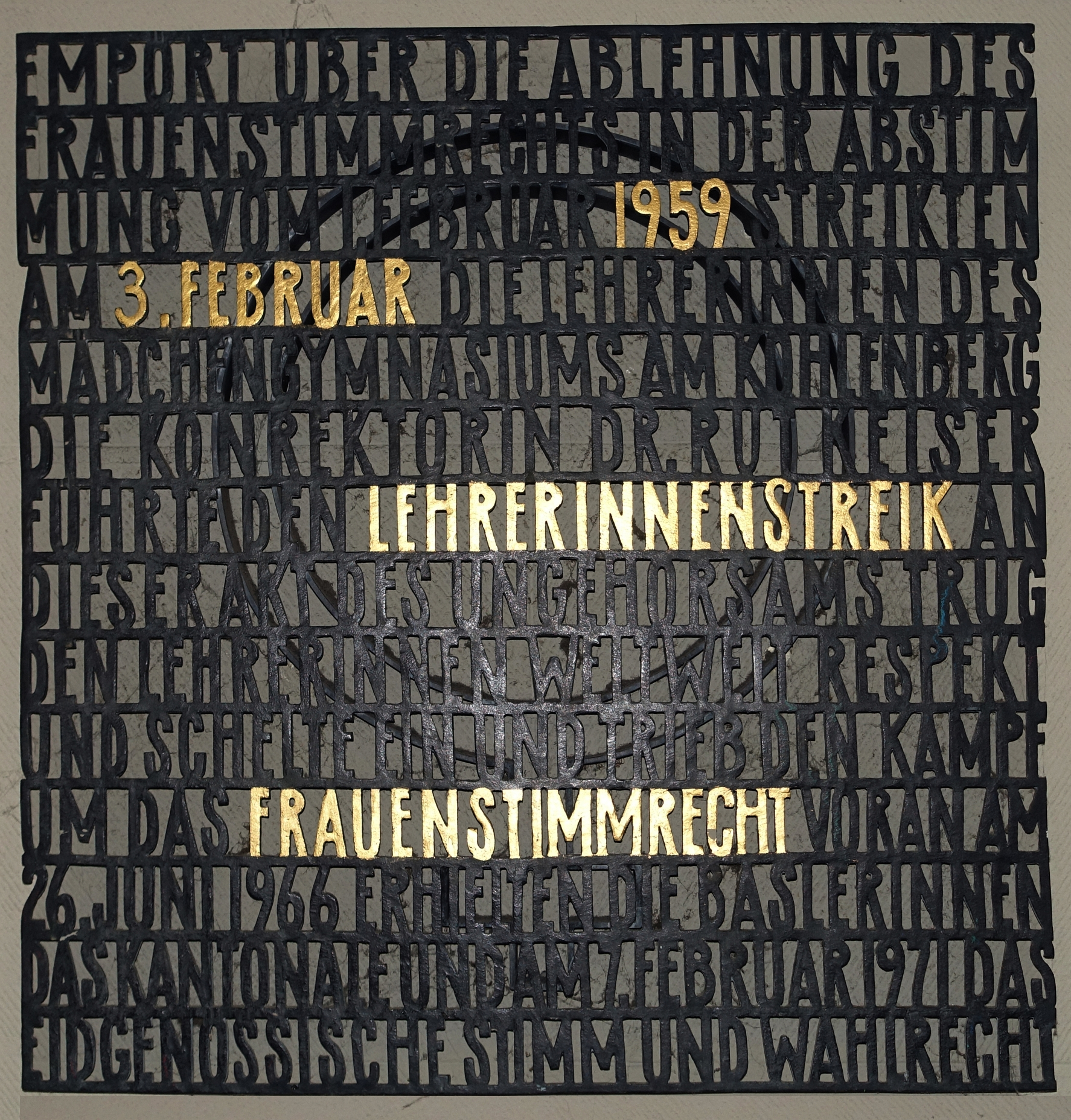
Erinnerung an den von Rut Keiser angeführten Lehrerinnenstreik am Gymnasium Leonhard

Rut Keiser war eine Tochter des Lehrers Emil Keiser (1869–1952) und der Clara, geborene Handschin (1863–1951). Ihr Bruder war der Entomologe Fred Keiser.
Sie ging bis 1913 in Basel zur Schule, musste jedoch auf Wunsch ihrer Eltern die Schule verlassen, um im Kanton Bern eine Haushaltslehre zu absolvieren. Dank der Unterstützung ihrer Patin konnte sie ihre Schullaufbahn ein halbes Jahr später wieder aufnehmen; nach einer Zwischenphase in der Gewerbeschule besuchte sie die pädagogische Abteilung der Töchterschule. Im Frühjahr 1919 schloss sie diese Ausbildungszeit mit dem Primarschulexamen erfolgreich ab. Im Sommer darauf begann sie, an der Universität Basel Geschichte sowie deutsche und französische Philologie zu studieren. Erst als sie 1920 die kantonale Maturitätsprüfung bestanden hatte, konnte sie sich als reguläre Studentin immatrikulieren. Im Wintersemester 1920/21 studierte sie an der Sorbonne in Paris, 1922/23 an der Humboldt-Universität in Berlin. Am 11. Juli 1924 beschloss sie ihr Studium mit dem Doktorexamen in allgemeiner Geschichte, Schweizer Geschichte und deutscher Philologie. 1925 wurde ihre Dissertation zum Thema Guizot als Historiker veröffentlicht.
1928 begann ihre Berufslaufbahn als Lehrerin an der Töchterschule; da zusätzlich eine Fachkraft für Rechtskunde nötig war, belegte Rut Keiser neben ihrer Unterrichtstätigkeit die erforderlichen Vorlesungen und Kurse an der juristischen Fakultät. Mit der allgemeinen Mobilmachung 1939 wurden Rektor und Konrektor eingezogen, Rut Keiser wurde bis zum Kriegsende mit der Führung des Rektorats betraut. 1947 wurde sie – als eine der ersten Frauen in Basel – zur Konrektorin ernannt.
Mit ihrem Beitritt zur Vereinigung für Frauenstimmrecht Basel und Umgebung und zur Frauenzentrale Basel begann sie ihren Einsatz für die staatsbürgerliche Gleichberechtigung der Frau. Als die Mehrheit der Schweizer Stimmberechtigten im Februar 1959 einmal mehr die politische Gleichstellung der Frauen ablehnten, rief Rut Keiser – ein Jahr nach ihrer Pensionierung immer noch im Unterricht tätig – die Lehrerinnen der Töchterschule erfolgreich zum Streik auf, dem Basler Lehrerinnenstreik. In den Jahren danach beteiligte sich Rut Keiser als Wegbereiterin der Gleichberechtigungsbewegung an weiteren Vorstössen; die gesetzliche Verankerung der politischen Gleichstellung im Kanton Basel-Stadt erlebte sie noch, die nationale Gleichstellung der Frauen erfolgte erst nach ihrem Tod im Strassenverkehr, im Jahre 1971.

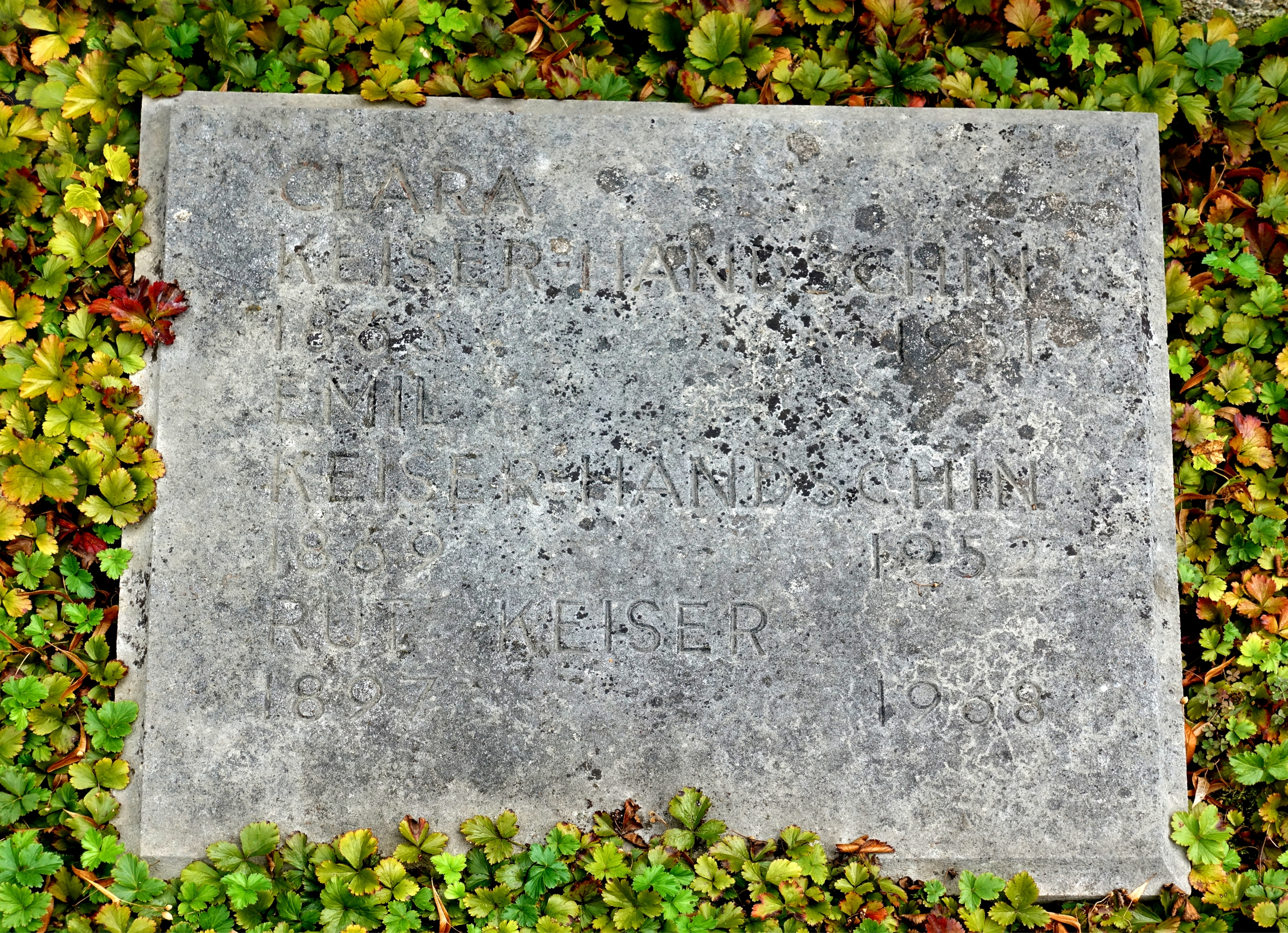
Grab auf dem Friedhof am Hörnli.

Ihre letzte Ruhestätte fand sie auf dem Friedhof am Hörnli.

## Leistungen
Rut Keiser war eine der Haupt-Initiantinnen des Basler Lehrerinnenstreiks vom Februar 1959. Die New York Times vermeldete, dass nach der massiven Ablehnung des geforderten Frauenstimmrechts in der Schweiz die Lehrerinnen des Basler Mädchengymnasiums geschlossen in den Streik getreten seien. Damit wollten sie nachdrücklich gegen die erneute Missachtung des staatsbürgerlichen Rechtsanspruchs der Schweizer Frauen protestieren. Weitere Pressestimmen kommentierten den Vorgang entlang den geltenden Parteilinien: So vehement die bürgerlichen Blätter den Streik verurteilten, so sehr lobten die linken Zeitungen die Zivilcourage der Teilnehmerinnen. Die Mitglieder des städtischen (ausschliesslich männlichen) Kantonsparlaments zeigten keinerlei Verständnis für die Art, wie die gebildeten Frauen in der Humanistenstadt Basel ihrem Anliegen Nachdruck verliehen hatten; die einzige Ausnahme bildete der Ehemann einer der streikenden Frauen, der sich hinter die politische Aktion stellte.

## Werke
- Guizot als Historiker. Saint-Louis 1925 (Dissertation).
- 2. Internationale Konferenz für Geschichtsunterricht (Basel, 9.–11. Juni 1934). Presses Universitaires de France, Paris 1935.
- Zur Stellung der Frau in der Vergangenheit. Basel 1955 (Ansprache an der Schlussfeier des Mädchengymnasiums 1955).
- Aus dem Tagebuch von Thomas Platter dem Jüngeren. In: Basler Zeitschrift für Geschichte und Altertumskunde. Bd. 63 (1963), S. 75–111. (Digitalisat auf E-Periodica).
- Akademische Oekumene um 1600 im Spiegel das Reisetagebuches des jüngeren Thomas Platter aus Basel 1595–1600. In: Schaffhauser Beiträge zur vaterländischen Geschichte. Heft 45 (1968), S. 291–315.
- (Hrsg.) Thomas Platter: Beschreibung der Reisen durch Frankreich, Spanien, England und die Niederlande 1595–1600. 2 Teile. Schwabe, Basel 1968.